# Вейкмен (Огайо)
Вейкмен (англ. Wakeman) — селище (англ. village) в США, в окрузі Гурон штату Огайо. Населення — 990 осіб (2020).

## Географія
Вейкмен розташований за координатами 41°15′12″ пн. ш. 82°24′10″ зх. д. / 41.25333° пн. ш. 82.40278° зх. д. (41.253215, -82.402687).  За даними Бюро перепису населення США в 2010 році селище мало площу 2,19 км², з яких 2,14 км² — суходіл та 0,06 км² — водойми.

## Демографія
Згідно з переписом 2010 року, у селищі мешкало 1047 осіб у 402 домогосподарствах у складі 288 родин. Густота населення становила 477 осіб/км².  Було 441 помешкання (201/км²).
Расовий склад населення:
| - 99,0 % — білих - 0,2 % — чорних або афроамериканців - 0,1 % — корінних американців |

До двох чи більше рас належало 0,6 %. Частка іспаномовних становила 1,2 % від усіх жителів.
За віковим діапазоном населення розподілялося таким чином: 28,7 % — особи молодші 18 років, 60,0 % — особи у віці 18—64 років, 11,3 % — особи у віці 65 років та старші. Медіана віку мешканця становила 36,7 року. На 100 осіб жіночої статі у селищі припадало 92,5 чоловіків;  на 100 жінок у віці від 18 років та старших — 93,0 чоловіків також старших 18 років.
Середній дохід на одне домашнє господарство  становив 57 588 доларів США (медіана — 47 143), а середній дохід на одну сім'ю — 65 175 доларів (медіана — 52 917). Медіана доходів становила 43 611 долар для чоловіків та 39 405 доларів для жінок. За межею бідності перебувало 9,1 % осіб, у тому числі 11,5 % дітей у віці до 18 років та 8,3 % осіб у віці 65 років та старших.
Цивільне працевлаштоване населення становило 525 осіб. Основні галузі зайнятості: освіта, охорона здоров'я та соціальна допомога — 23,8 %, виробництво — 14,9 %, мистецтво, розваги та відпочинок — 12,0 %.